# Leichtathletik-Weltmeisterschaften 2023/Teilnehmer (Lesotho)
| Goldmedaillen | Silbermedaillen | Bronzemedaillen |
| ------------- | --------------- | --------------- |
| —             | —               | —               |

Der Leichtathletikverband von Lesotho nimmt an den Leichtathletik-Weltmeisterschaften 2023 in Budapest teil. Zwei Athleten wurden vom lesothischen Verband nominiert.

## Ergebnisse

### Männer

#### Laufdisziplinen
| Athlet                       | Disziplin | Vorlauf | Vorlauf | Halbfinale | Halbfinale | Finale               | Finale               |
| Athlet                       | Disziplin | Zeit    | Platz   | Zeit       | Platz      | Zeit                 | Platz                |
| ---------------------------- | --------- | ------- | ------- | ---------- | ---------- | -------------------- | -------------------- |
| Tebello Ramakongoana         | Marathon  |         |         |            |            | 2:09:57 h PB         | 4                    |
| Mokulubete Blandina Makatisi | Marathon  |         |         |            |            | nicht auf Startliste | nicht auf Startliste |